# Anodocheilus janae
Anodocheilus janae är en skalbaggsart som beskrevs av Young 1974. Anodocheilus janae ingår i släktet Anodocheilus och familjen dykare. Inga underarter finns listade i Catalogue of Life.